# Anis Birou
 (décembre 2018).
Si vous disposez d'ouvrages ou d'articles de référence ou si vous connaissez des sites web de qualité traitant du thème abordé ici, merci de compléter l'article en donnant les références utiles à sa vérifiabilité et en les liant à la section « Notes et références ».
Anis Birou né le 10 janvier 1962 à Berkane (Maroc) est un homme politique marocain et membre du RNI.

## Origines et études
Il est titulaire d'un diplôme d'ingénieur statisticien du Ministère du plan. Il est marié et père de trois enfants.

## Carrière professionnelle
Anis Birou est chargé de 1982 à 1985 du service statistique et documentation à la Direction de la planification et des études au ministère des travaux publics, avant d'être nommé chef du service structuration des prix en 1990.
De 1993 à 1995, il exerce la fonction de conseiller en gestion à la Direction générale de l'Hydraulique, puis chef de l'unité centrale d'organisation au ministère des travaux publics de 1995 à 1997.
Il est désigné chef de cabinet de la secrétaire d'État à l'Entraide nationale de 1997 à 1998, et chef de cabinet du ministre de l'enseignement supérieur, de la formation des cadres et de la recherche scientifique de 1998 à 2002.
De 2002 à 2003, il occupe le poste de directeur de l'Office national des œuvres universitaires sociales et culturelles, avant d'être nommé secrétaire général du ministère de la modernisation des secteurs publics, poste qu'il occupe trois mois jusqu'à sa nouvelle nomination en tant que secrétaire d'État chargé de l'alphabétisation et de l'éducation non formelle.
En juin 2004, il est nommé par le Roi Mohammed VI, secrétaire d'État auprès du ministre de l'éducation nationale, de l'enseignement supérieur, de la formation des cadres et de la recherche scientifique, chargé de l'alphabétisation et de l'éducation non formelle.
Le 15 octobre 2007, il est nommé Secrétaire d’État auprès du ministre du tourisme et de l’Artisanat, chargé de l’artisanat dans le gouvernement Abbas El Fassi.
En 2014, il est nommé Ministre chargé des Marocains résidant à l'étranger et des affaires de la migration